# Scrophularia laevis
Scrophularia laevis är en flenörtsväxtart som beskrevs av Elmer Ottis Wooton och Standley. Scrophularia laevis ingår i släktet flenörter, och familjen flenörtsväxter. Inga underarter finns listade i Catalogue of Life.